# El Gara
El Gara (en dialecte marocain الݣارة) est une ville marocaine faisant partie de la province de Berrechid.

## Géographie
Elle est située entre Ouled Said à l'est, Casablanca au nord, Settat au sud et Benslimane à l'est.

## Histoire
Son ancien nom est camp Boucheron (nom donné par les colons français en l'honneur du lieutenant Pierre Boucheron, mort au combat en 1908). Avec Benslimane elle est la capitale des Mdakra.

## Population
Sa population est arabophone et provient des Mdakra, une tribu arabo-berbère.

## Personnalités célèbres d'El Gara
- Soufiane Alloudi (footballeur), né en 1983 à El Gara[2].

## Sources
- (en) El Gara sur le site de Falling Rain Genomics, Inc.